# Polemón de Atenas
Polemón de Atenas (en griego antiguo Πολέμων ὁ Ἀθηναῖος, siglo II a. C.), también conocido como Polemón de Ilión o Polemón Periegetes, fue un geógrafo  y filósofo estoico que, aunque es conocido por ese nombre, nació en Ilión, Samos o Sición. Viajó a lo largo y ancho de Grecia, escribiendo sobre los lugares que visitó. También compiló una colección de los epigramas que vio en los monumentos y de ofrendas votivas. Ninguna de estas obras se ha conservado, pero muchos escritores posteriores las citan.

## Biografía
Polemón era hijo de Euegetes, y fue contemporáneo de Aristófanes de Bizancio y de Ptolomeo V. Era seguidor del filósofo estoico Panecio de Rodas. 
Realizó largos viajes por Grecia para recabar material para sus obras geográficas, y en el curso de sus viajes prestó una particular atención a las inscripciones y a las ofrendas votivas de las columnas, motivo por el cual obtuvo el sobrenombre de Stelokopas.

## Obras
A lo largo de sus viajes, Polemón coleccionó los epigramas que pudo encontrar en una obra titulada Sobre las inscripciones que se pueden encontrar en las ciudades (Περὶ τω̂ν κατὰ πόλεις ἐπιγραμμάτων). Además, se menciona la existencia de otras obras realizadas por Polemón que versaban sobre las ofertas votivas y los monumentos que se podían encontrar en la Acrópolis de Atenas, en Lacedemonia, en Delfos y en otros lugares, que sin duda contenían copias de numerosos epigramas. Ateneo y otros autores hacen un gran número de citas que están extraídas de su obra.